# Gouden erekoord
Gouden erekoord is een Nederlands militair waarderingsonderscheidingsteken.
Het Gouden erekoord is een individueel waarderingsonderscheidingsteken behorende bij de Bronzen Soldaat, het bestaat uit een ponceaurood met goud-draad geweven koord (nestel) met gouden nestelpen, te dragen op de linkerschouder. Militairen ontvangen een erekoord wanneer zij zich onderscheiden door bijzondere gedragingen, buitengewone inspanning, toewijding of loffelijk handelen.
De nestel mag alleen gedragen worden op het Dagelijks Tenue (DT) en Gelegenheids Tenue (GLT) en het Avond Tenue (AT).

## Andere waarderingstekens
- Zilveren KL-erekoord
- Ponceaurood KL-erekoord
- Draagspeld bij groepswaardering